# Branislav Mojićević
Branislav Mojićević - Bane (sr. Бранислав Мојићевић - Бане; Kraljevo, 20. kolovoza 1986.), srbijanski je izvođač narodne, pop i turbofolk glazbe. 

## O izvođaču
Bane je glazbenu karijeru započeo kao pobjednik prve sezone natjecanja Zvezde Granda.
Sudjelovao je dvaput na Beoviziji. Bilo je to 2007. kad je na polufinalnoj večeri u suradnji s Tanjom Savić izveo pjesmu Simpatija. Ova glazbena suradnja osvojila je 12. mjesto, odnosno 8. mjesto u glasovanju publike. Trinaest godina kasnije, 2020. godine, ponovo se natječe na Beoviziji izvodeći pjesmu Cvet sa Prokletija. U ukupnom poretku osvojio je osmo mjesto. 
Bane je također pobjednik i druge sezone srbijanske inačice emisije Tvoje lice zvuči poznato. Oženio se Milicom Mićović krajem kolovoza 2013. godine.

## Albumi
- Stara ljubav (2005.) - Grand Produkcija
- Zlato moje (2008.) - Grand Produkcija

## Singlovi
- 2004. Ostavi me, neće boleti
- 2007. Prvi ruž
- 2009. Padni u moj zagrljaj
- 2011. Dodir ljubavi
- 2013. Još je ne zaboravljam
- 2013. Haluciniram
- 2014. Svaka druga na tebe podseti
- 2015. Ljubi, ljubi
- 2015. Varam
- 2016. Dođi
- 2016. Loša navika
- 2017. Grme trube
- 2017. Žena bez morala
- 2017. Ne ide vino bez harmonike
- 2017. Dobro bi mi došla
- 2017. Još si tu

## Natjecanja i festivali
- 2006. Grand festival - Dođi, dođi
- 2007. Beovizija - Simpatija (glazbena suradnja Tanja Savić)
- 2008. Grand festival - Belo platno
- 2010. Grand festival - Moja draga
- 2012. Grand festival - Usne neverne
- 2019. Sabor, Beograd - Majko sudbino, sedmo mjesto
- 2020. Beovizija - Cvet sa Prokletija, osmo mjesto